# Poslednja straža
Poslednja straža je kratka opera enodejanka, sestavljena iz treh prizorov, slovenskega skladatelja Rista Savina. Libreto v nemščini je po motivih Aškerčevih balad napisal Richard Batka, v slovenščino ga je prevedel Milan Pugelj.
Krstna izvedba opere je bila 19. marca 1906 v Zagrebu, slovenska praizvedba pa na odru ljubljanske Opere 19. decembra 1907 pod taktirko Hilariona Beniška.
Zadnjič je bila opera uprizorjena 6. februarja 2009 v Žalcu v okviru praznovanj ob 150-letnici skladateljevega rojstva pod dirigentskim vodstvom Franca Rizmala. V vlogi Petra je nastopil tenorist Sebastjan Podbregar.

## Vloge
- Peter, tenor
- berač
- Mariša
- mati
- Korporal
- Tona